# 1055
Năm 1055  trong lịch Julius.